# Сиримбетівський сільський округ
Сиримбе́тівський сільський округ (каз. Сырымбет ауылдық округі, рос. Сырымбетовский сельский округ) — адміністративна одиниця у складі Єскельдинського району Жетисуської області Казахстану. Адміністративний центр — село Сиримбет.
Населення — 1781 особа (2021; 2059 у 2009, 1921 у 1999, 2330 у 1989).
Станом на 1989 рік існувала Тельманівська сільська рада (села Кристал, Тельман).

## Склад
До складу округу входять такі населені пункти:
| Населений пункт | Населення, осіб (1989) | Населення, осіб (1999) | Населення, осіб (2009) | Населення, осіб (2021) |
| --------------- | ---------------------- | ---------------------- | ---------------------- | ---------------------- |
| Сиримбет, село  | 1952                   | 1921                   | 2059                   | 1781                   |
| --Кристал, село | 378                    | -                      | -                      | -                      |